# خاطرات هوایی
خاطرات هوایی (انگلیسی: Air Diary) یک فیلم زندگی‌نامه‌ای چینی است که در سال ۲۰۰۷ منتشر شد.
این فیلم دربارهٔ دوران نخست حرفه‌ای «شو فـِی» خوانندهٔ پاپ چینی است و تهیه‌کنندگی آن به عهدهٔ جکی چان بوده‌است.